# Maya Joint
Maya Joint (født 16. april 2006 i Grosse Pointe, Michigan, USA) er en professionel tennisspiller fra Australien.